# Clancy Brown

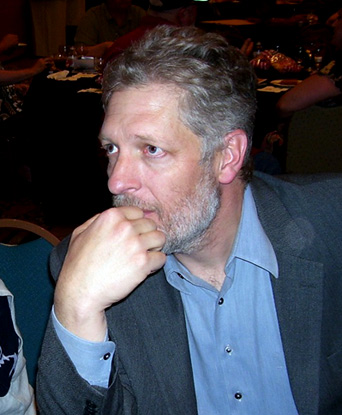
Clancy Brown în 2008

Clarence J. Brown III (n. 5 ianuarie 1959 în Urbana, Ohio, SUA) este un actor american. Este cunoscut pentru rolurile Kurgan din Nemuritorul, Byron Hadley din Închisoarea Îngerilor și Justin Crowe din Carnivale.

## Filmografie
- 1986: Highlander
- 1992: Pet Sematary II
- 1994: The Shawshank Redemption
- 1997: Starship Troopers
- 1999: The Hurricane
- 2002: The Laramie Project
- 2003-2005: Carnivale
- 2006: The Guardian
- 2007: Pathfinder
- 2008: The Express
- 2008: The Burrowers
- 2009: The Informant